# يون هاي يونج
يون هاي يونج (بالكورية: 윤해영)‏ هي ممثلة كورية جنوبية، ولدت في 19 نوفمبر 1972 في كوريا الجنوبية.

## روابط خارجية
- يون هاي يونغ على موقع IMDb (الإنجليزية)
- يون هاي يونغ على موقع قاعدة بيانات الفيلم (الإنجليزية)